# Charlton Musgrove
Charlton Musgrove – wieś w Anglii, w hrabstwie Somerset, w dystrykcie (unitary authority) Somerset. Leży 43 km na południe od miasta Bristol i 165 km na zachód od Londynu. W 2002 miejscowość liczyła 375 mieszkańców.